# Anomala keniae
Anomala keniae är en skalbaggsart som beskrevs av Ohaus 1911. Anomala keniae ingår i släktet Anomala och familjen Rutelidae. Inga underarter finns listade i Catalogue of Life.